# Pselaphodes yanbini
Pselaphodes yanbini – gatunek chrząszcza z rodziny kusakowatych i podrodziny marników. Występuje endemicznie w Chinach.
Gatunek ten opisali po raz pierwszy w 2011 roku Yin Ziwei, Li Lizhen i Zhao Meijun na łamach Annales Zoologici. Jako miejsce typowe wskazano rezerwat Kuan Kuo Shui w chińskiej prowincji Kuejczou. Epitet gatunkowy nadano na cześć Zhai Yanbina, który odłowił materiał typowy.
Chrząszcz ten osiąga od 3,14 do 3,31 mm długości i od 1,1 do 1,26 mm szerokości ciała. Ubarwienie ma rudobrązowe. Głowa jest tak szeroka jak długa. Oczy złożone buduje u samca około 35, a u samicy około 30 omatidiów. Czułki buduje jedenaście członów, z których trzy ostatnie są powiększone, u obu płci niezmodyfikowane. Przedplecze jest tak długie jak szerokie, prawie zaokrąglone po bokach. Pokrywy są szersze niż dłuższe. Zapiersie (metawentryt) u samców ma przeciętnie długie wyrostki. Odnóża wszystkich par są niezmodyfikowane, pozbawione kolców. Odwłok jest duży.
Owad ten jest endemitem Chin, znanym tylko z miejsca typowego w powiecie Suiyang w Kuejczou. Spotykany był na wysokości od 1550 m n.p.m.